# Nocny lot
Nocny lot (The 41st album released by Michel Huygen), (Nederlands: Nachtvlucht) is een livealbum uit 2014 van Michel Huygen, alias Neuronium. Het album bevat opnamen van een concert dat Huygen gaf in het Poolse Gorlice op 12 juli 2013 in het kader van een muziekfestival gewijd aan ambientmuziek. Huygen speelde muziek in zijn eigen stijl waarbij de stijlen van Kitaro (esoterisch), Vangelis (orkestratie) en Tangerine Dream (ambient) werden gemengd in lange harmonische lijnen hier en daar ondersteund met sequencerritmen.

## Muziek
| Nr. | Titel            | Duur  |
| --- | ---------------- | ----- |
| 1.  | Ethereal journey | 51:44 |

| Nr. | Titel          | Duur  |
| --- | -------------- | ----- |
| 1.  | Distant worlds | 50:23 |

CD1 bevat één lang stuk van Huygen. CD2 bevat een lang stuk en enkele kortere toegiften afgewisseld door applaus. CD2 sluit af met een in het Pools gesproken tekst.